# Einsitzventil
Einsitzventile dienen zur einfachen Absperrung in hygienischen Anwendungen, wie z. B. in der Brauerei-, Getränke-, Milchverarbeitungs- und Nahrungsmittelindustrie sowie in der Pharma-, Healthcare-, Biotechnologie- und Feinchemieindustrie. Unterschieden werden Einsitz-Absperrventile und Einsitz-Umschaltventile.

## Funktion eines Einsitzventils
Ventile für hygienische Anwendungen werden in der Regel mit einem Luft-Feder-Antrieb ausgestattet. Die Kolbenstange des Antriebs ist mit dem Ventilteller verbunden. Durch Luftbeaufschlagung unter die Kolbenfläche wird eine Hubbewegung des Ventils erzeugt. Bei Deaktivierung der Luftbeaufschlagung wird das Ventil durch die Federkraft des Antriebs geschlossen.
Bei der einfachen Absperrung befindet sich nur eine Dichtung im Ventilteller, welche die Rohrleitungen voneinander trennt. Im Falle eines möglichen Dichtungsdefektes kann es zu einem Flüssigkeitsübertritt in die zweite Rohrleitung kommen. Aus diesem Grund eignen sich Einsitzventile nicht zur Trennung von „feindlichen“ Medien.

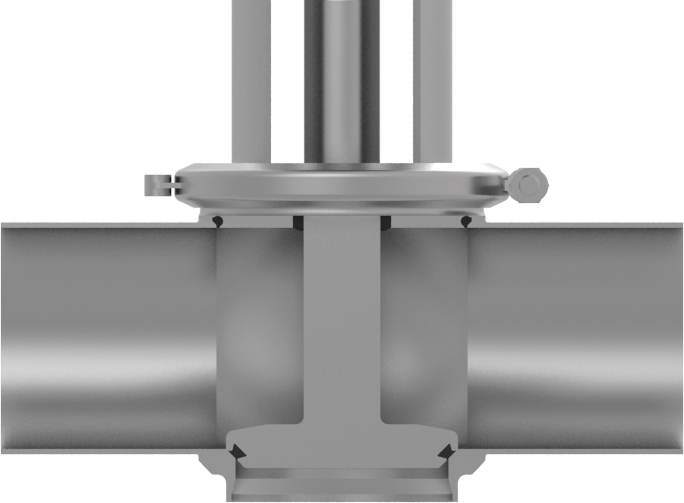
Einfache Absperrung mit nur einer Dichtung

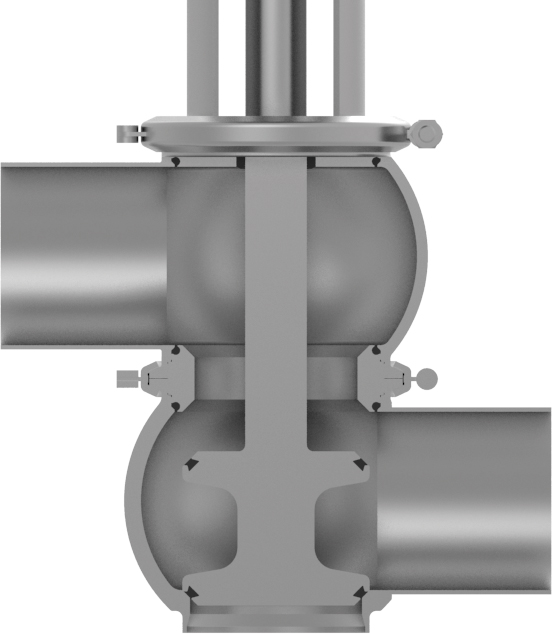
Umschaltventil

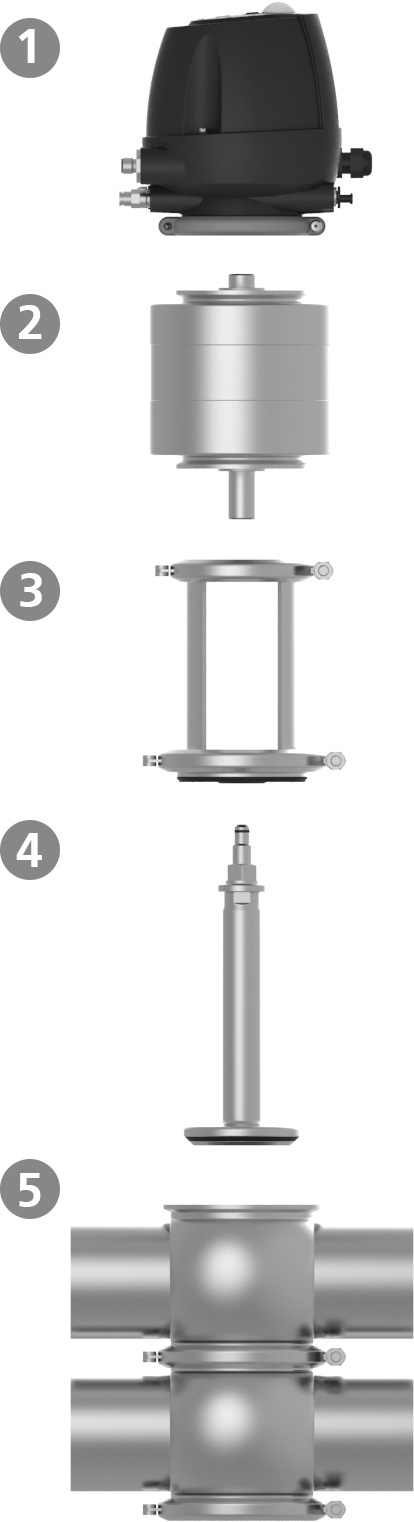
Aufbau eines Ventils

## Aufbau eines Ventils
1. Steuer- und Rückmeldesystem
2. Antrieb: Die Steuerluft wird entweder direkt an den Antrieb oder an das jeweilige Steuer- und Rückmeldesystem angeschlossen und über die interne Luftführung unter die Kolbenfläche des Antriebs geleitet. Absperrventile können mit unterschiedlichen Antriebsarten ausgestattet werden, die entweder federöffnend / luftschließend oder luftöffnend / federschließend wirken.
3. Laterne: Die offene Laterne trennt Antriebs- und Produktteil voneinander. Sie ermöglicht die visuelle Inspektion der Stangendichtung und dient auch zur Anzeige etwaiger Leckagen. Des Weiteren wird die Wärmeübertragung vom Ventilgehäuse zum Antrieb verhindert.
4. Ventilteller: Beim Ventilteller wird oberer und unterer Ventilteller unterschieden. Bei Einsitzventilen erfolgt die Abdichtung über nur einen Ventilteller. Bei Doppelsitzventilen erfolgt die Abdichtung der Rohrleitung über den Ventilteller (zur Abdichtung des unteren Gehäuses) und einen zusätzlichen, oberen Ventilteller (zur Abdichtung des oberen Gehäuses).
5. Ventilgehäuse: Das totraumfreie Gehäuse sollte idealerweise in seiner lichten Gehäusehöhe exakt dem Durchmesser der Anschlussrohrleitung entsprechen. Dadurch werden Dome und Sümpfe mit ihren negativen Auswirkungen wie etwa Oxidationsschäden oder Reinigungsprobleme vermieden. Eine strömungsoptimierte Kugelform der Gehäuse bietet beste Strömungsprofile ohne Strömungsabriss.[3]

## Anwendungsbeispiele
- Entleer- oder Drainageventile
- Absperrung einer Bypassleitung
- Dosierventile.

## Strömungsrichtung
Um beim Schließen des Ventils während des Produktflusses Druckschläge zu vermeiden, werden Einsitzventile – wenn prozesstechnisch möglich – entgegen der Strömungsrichtung des Produktes geschaltet.